# یوحنا بار پنکای
یوحنا بار پنکای (سریانی: ܝܘܚܢܢ ܒܪ ܦܢܟܝ̈ܐ) نویسنده اواخر قرن هفتم و از اعضای کلیسای شرق بود. او در زمان پنجمین خلیفه اموی، عبدالملک بن مروان می‌زیست.
نام خانوادگی او نشان می‌دهد که خانواده‌اش اهل فِنِق واقع در سوی شرقی تور عبدین دجله هستند. او در صومعه مار یوحنا کمول و بعداً در صومعه مار باسیما راهب بود. نویسندگان دوره‌های بعد او را با یوحنا صبا دالیاتا اشتباه گرفته‌اند.
نوشته‌های جان بار پنکای روایاتی از شاهدان عینی از فتوحات اولیه مسلمانان در زمان او را شامل می‌شوند.

## آثار
تعدادی از آثار او هنوز موجود هستند. اکثر آنها هرگز منتشر نشده‌اند و فقط به شکل نسخه‌های خطی دردسترس‌اند.

### کتاب الدرش مله یاخلاصه تاریخ جهان
این مجموعه دارای ۱۵ کتاب است.
- کتاب‌های اول تا چهارم از خلقت تا هرود بزرگ را پوشش می‌دهند.
- کتاب پنجم دربارهٔ شیاطین است.
- کتاب‌های ششم تا هشتم عمدتاً درمورد گونه‌شناسی در عهد عتیق هستند.
- کتاب نهم درمورد فرقه‌های مردمان پگان است که اطلاعات مهمی در مورد مزدیسنا را شامل می‌شود.
- کتاب‌های دهم تا سیزدهم در مورد زندگی مسیح و شاگردانش هستند.
- کتاب چهاردهم تاریخ را از آنجا تا فتح اعراب پوشش می‌دهد.
- کتاب پانزدهم آن دوره را تا دهه‌های پایانی قرن هفتم پوشش می‌دهد، بنابراین معاصرِ نویسنده است. منابع کمی به این شکل داریم.[۱]

## ارجاعات
1. 1 2  S. Brock, A brief outline of Syriac Literature, Moran Etho 9, Kottayam, Kerala: SEERI (1997), pp.56-57, 135